# Dymnica szerokodziałkowa
Dymnica szerokodziałkowa (Fumaria rostellata Knaf) – gatunek rośliny należący do rodziny makowatych (w systemie Reveala). W Polsce jest gatunkiem rzadkim; rośnie w pasie wyżyn i w górach.

## Morfologia
ŁodygaGałęzista, do 50 cm wysokości.
KwiatyRóżowopurpurowe, długości 5-7 mm. Działki kielicha okrągławojajowate, długości 2-3 mm, szersze od górnej części korony.
OwocKrótko zaostrzony, ziarenkowaty na powierzchni, na ukośnie odstającej szypułce.

## Biologia i ekologia
Roślina jednoroczna. Rośnie na polach. Kwitnie od czerwca do września. 

## Zagrożenia i ochrona
Roślina umieszczona na Czerwonej liście roślin i grzybów Polski (2006) w grupie gatunków narażonych na wyginięcie (kategoria zagrożenia: V). W wydaniu z 2016 roku otrzymała kategorię CR (krytycznie zagrożony).